# Sciaromium setigerum
Sciaromium setigerum là một loài Rêu trong họ Echinodiaceae. Loài này được (Mitt.) Mitt. miêu tả khoa học đầu tiên năm 1870.